# Basilinna (Priesterin)
Die Basilinna (Βασιλίννα; dt. Königin) war die Gemahlin des athenischen Archon basileus. 
Sie musste athenische Bürgerin und bei der Verheiratung Jungfrau sein (was sich allerdings nicht auf die Ehe mit dem Basileus beziehen muss, was der Fall der Phano beweist, die in zweiter Ehe mit dem Basileus verheiratet war). Eine ihrer sakralen Aufgabe waren geheimen Riten im Dionysoskult, während denen sie symbolisch dem Dionysos zur Frau gegeben wurde (heilige Hochzeit). Am wichtigsten jedoch war ihre strukturelle Rolle als Königin des schon alten Dionysos-Kultes.